# Öppen värld
Öppen värld (engelska: open world) är en typ av bandesign i datorspel där spelaren fritt kan ströva omkring i en virtuell värld och ges en betydande frihet i att välja hur denne skall nå sina mål. Datorspel som innehåller en sådan bandesign kallas ofta för "free roam" (”ströva fritt”).
Begreppet används ibland synonymt med "sandlåda" och "free-roaming"; men, uttrycken "open world" och "free-roaming" beskriver själva spelmiljön och syftar mer till frånvaron av konstgjorda barriärer, i motsats till de osynliga väggar och startscener som är vanliga i linjära datorspel. Termen "sandlåda" syftar mer till spelets mekanik och hur spelaren, så som i en sandlåda, underhålls av sin egen skicklighet att spela kreativt och att det inte finns någon ”rätt väg” att spela spelet.
Trots namnet innehåller många spel av typen öppen värld restriktioner vid några punkter i spelets miljö, antingen på grund av bestämda gränser i spelets design eller tillfälliga spelbegränsningar (såsom stängda områden) som påtvingas genom spelets linjäritet.

## Processuell generering och framväxt
Processuell generering kallas förfarandet när spelets innehåll hellre skapas via algoritmer än manuellt, och används ofta för att forma spelbanor och annat innehåll. Samtidigt som processuell generering inte garanterar att ett spel eller en följd av spelbanor är icke-linjärt, är det en viktig faktor för att reducera utvecklingstiden för spelet, och det öppnar nya vägar som gör det möjligt att skapa stora och mer eller mindre unika spelvärldar utan ”skarvar” under spelets gång och använder mindre datorkraft. Denna sorts processuell generering kallas också "världsskapande", under vilken allmänna regler används för att skapa en trovärdig och realistisk värld.
| ”                                      | Du behöver en kraftfull simuleringsteknik. (...) [Simulerade världar] är kraftfullare än en på förhand skapad värld eftersom de låter människor röra sig runt i den världen. (...) [Bra simuleringar av världen] låter folk upptäcka saker ... att flytta på världens gränser. | „ |
| – Peter Molyneux, intervju med GameSpy | |   |

Framväxt syftar på komplexa situationer i ett datorspel som växer fram (antingen förväntat eller oväntat) genom interaktion med relativt enkla spelmekanismer. Enligt Peter Molyneux, uppstår ett framväxande datorspel när spelet har ett bra simuleringssystem som tillåter spelarna att spela i världen och få den att svara realistiskt på deras åtgärder. Det är det som gjorde att SimCity och The Sims utmanade spelarna. På liknande sätt skapades en extra dimension i serien Grand Theft Auto genom att man kunde interagera med stadens invånare.